# Liste der Bodendenkmäler in Parkstetten
Auf dieser Seite sind die Bodendenkmäler in der niederbayerischen Gemeinde Parkstetten zusammengestellt. Diese Tabelle ist eine Teilliste der Liste der Bodendenkmäler in Bayern. Grundlage ist die Bayerische Denkmalliste, die auf Basis des Bayerischen Denkmalschutzgesetzes vom 1. Oktober 1973 erstmals erstellt wurde und seither durch das Bayerische Landesamt für Denkmalpflege geführt wird. Die folgenden Angaben ersetzen nicht die rechtsverbindliche Auskunft der Denkmalschutzbehörde.

## Bodendenkmäler der Gemeinde Parkstetten

### Bodendenkmäler in der Gemarkung Münster
| Lage               | Objekt                                                                                                  | Akten-Nr.     | Bild |
| ------------------ | --- | ------------- | ---- |
| Münster (Standort) | Siedlung vorgeschichtlicher Zeitstellung, unter anderem der Bronzezeit, sowie der Völkerwanderungszeit. | D-2-7041-0267 |      |

### Bodendenkmäler in der Gemarkung Parkstetten
| Lage                   | Objekt | Akten-Nr.     | Bild |
| ---------------------- | --- | ------------- | ---- |
| Parkstetten (Standort) | Siedlungen vor- und frühgeschichtlicher Zeitstellung, v. a. der Hallstatt- und Latènezeit. Brandgräber der Urnenfelderzeit. | D-2-7041-0058 |      |
| Parkstetten (Standort) | Siedlung vor- und frühgeschichtlicher Zeitstellung, unter anderem der Altheimer Gruppe. | D-2-7041-0059 |      |
| Parkstetten (Standort) | Brandgräber der Urnenfelderzeit. | D-2-7041-0060 |      |
| Parkstetten (Standort) | Siedlung der Bronzezeit. | D-2-7041-0061 |      |
| Parkstetten (Standort) | Siedlung der frühen Latènezeit. | D-2-7041-0062 |      |
| Parkstetten (Standort) | Siedlung und/oder Gräber der Hallstatt- und frühen Latènezeit. | D-2-7041-0063 |      |
| Parkstetten (Standort) | Siedlung vor- und frühgeschichtlicher Zeitstellung, unter anderem der Chamer Gruppe. | D-2-7041-0064 |      |
| Parkstetten (Standort) | Siedlung der frühen Bronzezeit. | D-2-7041-0065 |      |
| Parkstetten (Standort) | Gräber der jüngeren römischen Kaiserzeit und der Völkerwanderungszeit. | D-2-7041-0066 |      |
| Parkstetten (Standort) | Siedlung vor- und frühgeschichtlicher Zeitstellung. | D-2-7041-0068 |      |
| Parkstetten (Standort) | Siedlungen vor- und frühgeschichtlicher Zeitstellung, unter anderem des Neolithikums, der Urnenfelder-, Hallstatt- und Latènezeit sowie des hohen Mittelalters.                                                                              | D-2-7041-0071 |      |
| Parkstetten (Standort) | Siedlungen vor- und frühgeschichtlicher Zeitstellung, unter anderem der Chamer Gruppe, der Latènezeit und des frühen Mittelalters. | D-2-7041-0072 |      |
| Parkstetten (Standort) | Siedlung vor- und frühgeschichtlicher Zeitstellung. | D-2-7041-0074 |      |
| Parkstetten (Standort) | Siedlung vor- und frühgeschichtlicher Zeitstellung. | D-2-7041-0075 |      |
| Parkstetten (Standort) | Siedlung und Gräber vor- und frühgeschichtlicher Zeitstellung. | D-2-7041-0077 |      |
| Parkstetten (Standort) | Siedlung vor- und frühgeschichtlicher Zeitstellung. | D-2-7041-0078 |      |
| Parkstetten (Standort) | Siedlung vor- und frühgeschichtlicher Zeitstellung. | D-2-7041-0083 |      |
| Parkstetten (Standort) | Siedlung und/oder verebnete Grabhügel vor- und frühgeschichtlicher Zeitstellung. | D-2-7041-0085 |      |
| Parkstetten (Standort) | Siedlung und unregelmäßige Einfriedungen vor- und frühgeschichtlicher Zeitstellung sowie verebnete vorgeschichtliche Grabhügel mit Kreisgräben                                                                                               | D-2-7041-0087 |      |
| Parkstetten (Standort) | Siedlung vor- und frühgeschichtlicher Zeitstellung. | D-2-7041-0088 |      |
| Parkstetten (Standort) | Siedlung vor- und frühgeschichtlicher Zeitstellung. | D-2-7041-0089 |      |
| Parkstetten (Standort) | Siedlung und verebneter Kreisgraben vor- und frühgeschichtlicher Zeitstellung. | D-2-7041-0090 |      |
| Parkstetten (Standort) | Siedlung vorgeschichtlicher Zeitstellung. | D-2-7041-0091 |      |
| Parkstetten (Standort) | Siedlung vor- und frühgeschichtlicher Zeitstellung. | D-2-7041-0092 |      |
| Parkstetten (Standort) | Siedlung vor- und frühgeschichtlicher Zeitstellung. | D-2-7041-0093 |      |
| Parkstetten (Standort) | Siedlung vor- und frühgeschichtlicher Zeitstellung. | D-2-7041-0095 |      |
| Parkstetten (Standort) | Siedlung vorgeschichtlicher Zeitstellung. | D-2-7041-0096 |      |
| Parkstetten (Standort) | Siedlungen vor- und frühgeschichtlicher Zeitstellung, darunter der mittleren oder jüngeren römischen Kaiserzeit. | D-2-7041-0097 |      |
| Parkstetten (Standort) | Siedlung vorgeschichtlicher Zeitstellung. | D-2-7041-0098 |      |
| Parkstetten (Standort) | Siedlung vor- und frühgeschichtlicher Zeitstellung, unter anderem der Bronzezeit, sowie des Hoch- bzw. Spätmittelalters. Brandgräber der Urnenfelderzeit.                                                                                    | D-2-7041-0099 |      |
| Parkstetten (Standort) | Siedlung vor- und frühgeschichtlicher Zeitstellung. | D-2-7041-0100 |      |
| Parkstetten (Standort) | Siedlung vor- und frühgeschichtlicher Zeitstellung. | D-2-7041-0101 |      |
| Parkstetten (Standort) | Siedlung vor- und frühgeschichtlicher Zeitstellung. | D-2-7041-0103 |      |
| Parkstetten (Standort) | Siedlung und vor- und frühgeschichtlicher Zeitstellung. | D-2-7041-0104 |      |
| Parkstetten (Standort) | Siedlung, Gräber und verebnetes Grabenwerk vor- und frühgeschichtlicher Zeitstellung. | D-2-7041-0105 |      |
| Parkstetten (Standort) | Siedlung vor- und frühgeschichtlicher Zeitstellung. | D-2-7041-0106 |      |
| Parkstetten (Standort) | Siedlung der Bronzezeit. | D-2-7041-0107 |      |
| Parkstetten (Standort) | Siedlung und Körpergräber vor- und frühgeschichtlicher Zeitstellung. | D-2-7041-0108 |      |
| Parkstetten (Standort) | Siedlung vor- und frühgeschichtlicher Zeitstellung. | D-2-7041-0110 |      |
| Parkstetten (Standort) | Siedlung vor- und frühgeschichtlicher Zeitstellung. | D-2-7041-0113 |      |
| Parkstetten (Standort) | Verebnete Grabhügel vorgeschichtlicher Zeitstellung. Siedlungen des späten Neolithikums (Badener Kultur), der Bronzezeit, Urnenfelder- und Hallstattzeit sowie des frühen Mittelalters. Körpergräber, unter anderem des frühen Mittelalters. | D-2-7041-0114 |      |
| Parkstetten (Standort) | Verebnete Gräben und Siedlung vor- und frühgeschichtlicher Zeitstellung. | D-2-7041-0115 |      |
| Parkstetten (Standort) | Siedlung vor- und frühgeschichtlicher Zeitstellung. | D-2-7041-0116 |      |
| Parkstetten (Standort) | Siedlung vor- und frühgeschichtlicher Zeitstellung. | D-2-7041-0118 |      |
| Parkstetten (Standort) | Verebnetes Grabenwerk und Siedlung vor- und frühgeschichtlicher Zeitstellung. | D-2-7041-0119 |      |
| Parkstetten (Standort) | Siedlung vor- und frühgeschichtlicher Zeitstellung. | D-2-7041-0120 |      |
| Parkstetten (Standort) | Siedlung vor- und frühgeschichtlicher Zeitstellung. | D-2-7041-0121 |      |
| Parkstetten (Standort) | Siedlung vor- und frühgeschichtlicher Zeitstellung. | D-2-7041-0122 |      |
| Parkstetten (Standort) | Siedlung vor- und frühgeschichtlicher Zeitstellung. | D-2-7041-0123 |      |
| Parkstetten (Standort) | Siedlung der Völkerwanderungszeit. | D-2-7041-0166 |      |
| Parkstetten (Standort) | Untertägige mittelalterliche und frühneuzeitliche Befunde im Bereich der Katholischen Pfarrkirche St. Georg in Oberparkstetten, darunter Spuren von Vorgängerbauten und des Friedhofs.                                                       | D-2-7041-0175 |      |
| Parkstetten (Standort) | Siedlung der Bronzezeit. | D-2-7041-0181 |      |
| Parkstetten (Standort) | Siedlungen der frühen und mittleren Bronzezeit, der Hallstatt- und der Latènezeit. Gräber der Frühbronzezeit. | D-2-7041-0236 |      |
| Parkstetten (Standort) | Mittelalterliche und frühneuzeitliche Hofwüstung Oberharthof. | D-2-7041-0238 |      |
| Parkstetten (Standort) | Siedlung der Hallstattzeit. | D-2-7041-0243 |      |
| Parkstetten (Standort) | Siedlung oder Gräber der Bronzezeit. | D-2-7041-0251 |      |

### Bodendenkmäler in der Gemarkung Reibersdorf
| Lage                   | Objekt | Akten-Nr.     | Bild |
| ---------------------- | --- | ------------- | ---- |
| Reibersdorf (Standort) | Verebneter Kreisgraben vor- und frühgeschichtlicher Zeitstellung.                                                                                              | D-2-7041-0124 |      |
| Reibersdorf (Standort) | Siedlung vor- und frühgeschichtlicher Zeitstellung. | D-2-7041-0125 |      |
| Reibersdorf (Standort) | Untertägige mittelalterliche und frühneuzeitliche Befunde im Bereich der Katholischen Filialkirche St. Martin in Reibersdorf, darunter der ehemalige Friedhof. | D-2-7041-0240 |      |